# Riu Saint Marys
El riu Saint Marys, de vegades escrit com a riu St. Mary's (de l'anglès: St. Marys River; en francès: rivière Sainte-Marie) és un riu de la regió dels Grans Llacs d'Amèrica del Nord que drena el llac Superior, començant a l'extrem de la badia Whitefish, i fluint 120 km cap al sud-est fins al llac Huron. Durant tot el seu recorregut, el riu fa de frontera internacional, separant l'estat de Michigan, als Estats Units, de la província d'Ontario, al Canadà.
Les ciutats bessones de Sault Ste. Marie (Ontario) i Sault Ste. Marie (Michigan) estan connectades a través del riu Saint Marys pel Pont internacional Sault Ste. Marie. Els ràpids de Saint Marys es troben just a sota de la sortida del riu del llac Superior i els grans vaixells de càrrega poden evitar-los a través de les rescloses de Soo i del canal Sault Ste. Marie.